# Banvou
Banvou é uma comuna francesa na região administrativa da Normandia, no departamento Orne. Estende-se por uma área de 12,97 km². Em 2010 a comuna tinha 620 habitantes (densidade: 47,8 hab./km²).